# Алсвикская волость
Алсвикская волость (латыш. Alsviķu pagasts) — одна из шестнадцати территориальных единиц Алуксненского края Латвии. Находится на западе края. Граничит с городом Алуксне, Яунлайценской, Зиемерской, Яуналуксненской, Аннинской, Калнцемпской, Зелтинской и Илзенской волостями своего края, а также с Апской и Трапенской волостями Смилтенского края.
Крупнейшими населёнными пунктами волости являются сёла: Алсвики (волостной центр), Страутини, Айзупитес, Карва, Резака, Некене, Папарзе, Силактис, Туя.
Через Алсвикскую волость проходят региональные автодороги P34 (Синоле — Зелтини — Силакрогс) и P39 (Алуксне — Апе), которые встречаются в трёх километрах к юго-востоку от села Алсвики.
По территории волости протекают реки: Апшупите, Блигзна, Лапшупите, Мазупите, Мелнупите, Рацупите, Вайдава, Звиргздупите.

## История
Начальная история первых административных образований на территории нынешней Алсвикской волости восходит к XV веку, моменту появления на этих землях поместий раздаваемых Ливонским орденом своим вассалам. Во времена шведского владычества на землях Алсвикского поместья были организованы Стамерское и Лайвиньское самоуправления.
После Северной войны они были разделены на приходы. Административная реформа 1860-х годов привела к появлению Карвской и Алсвикской волостей. В 1897 году они были объединены в единую Алсвикскую волость в которой проживало на тот момент 2500 жителей, имелось 15 усадеб и 211 крестьянских домов.
В 1921 году Карвская волость Валкского уезда вновь была создана как самостоятельная территориальная единица. В 1935 году её площадь составила 68,1 км², работали 187 хозяйств и проживал 961 житель. Алсвикская волость занимала 130 км², имела 2113 жителей и 448 хозяйских домов.
В 1945 году в Алсвикской волости Алуксненского уезда были созданы Алсвикский и Некенский сельские советы. В Карвской волости — Карвский и Кактиньский. После отмены в 1949 году волостного деления Алсвикский сельсовет входил поочерёдно в состав Алуксненского (1949—1962, 1967—2009) и Гулбенского (1962—1967) районов.
В 1954 году к Алсвикскому сельсовету был присоединён Некенский сельский совет. В 1958 — Вайдовский сельсовет. В том же году территория колхозов им. Мичурина и «Ветра» Алсвикского сельсовета были включены в состав новообразованного Страутиньского сельсовета. В 1961 году к Алсвикскому сельсовету была присоединена территория совхоза «Алсвики» Страутиньского и Алуксненского сельских советов. В 1968 году — совхоз «Алсвики» Алуксненской сельской территории. В 1977 году часть территории Алсвикского сельсовета была присоединена к городу Алуксне.
В 1990 году Алсвикский сельсовет был реорганизован в волость. В 2009 году, по окончании латвийской административно-территориальной реформы, Алсвикская волость вошла в состав Алуксненского края.